# Protestas en Francia de 2022
Miles de personas en toda Francia salieron a las calles en octubre de 2022 y lanzaron una huelga estatal contra el aumento del costo de vida. Las manifestaciones estallaron luego de semanas de paros que paralizaron las refinerías de petróleo y provocaron escasez de gasolina. Las manifestaciones han sido descritas por Caroline Pailliez y Clotaire Achi de Reuters como el "desafío más duro" para Emmanuel Macron desde su reelección en mayo de 2022.

## Trasfondo
Según la primera ministra francesa, Élisabeth Borne, el 18 de octubre, menos del 25 % de las gasolineras de Francia estaban experimentando escasez, que era menos del 30 % por ciento anterior el 7 de octubre. La huelga y el mantenimiento no planificado llevaron a que más del 60 por ciento de la capacidad de refinación de Francia, o 740,000 barriles por día (bpd), quedara fuera de servicio, lo que a su vez obligó al país a importar más en medio del aumento de los costos de energía debido a la oferta global. incertidumbre. Las huelgas han estallado aún más en otros sectores como la energía, "incluido el gigante nuclear EDF, donde se retrasarán los trabajos de mantenimiento cruciales para el suministro de energía de Europa". Ha habido semanas de huelgas en las refinerías de petróleo por salarios más altos que llevaron a llamamientos a una huelga nacional y general. 
El presidente francés, Emmanuel Macron, criticó a Estados Unidos, Noruega y otros estados proveedores de gas natural "amigos" por los precios extremadamente altos de sus suministros, diciendo que los europeos están "pagando cuatro veces más que el precio que le venden a su industria. Eso no es exactamente el significado de la amistad".

## Cronología de las manifestaciones

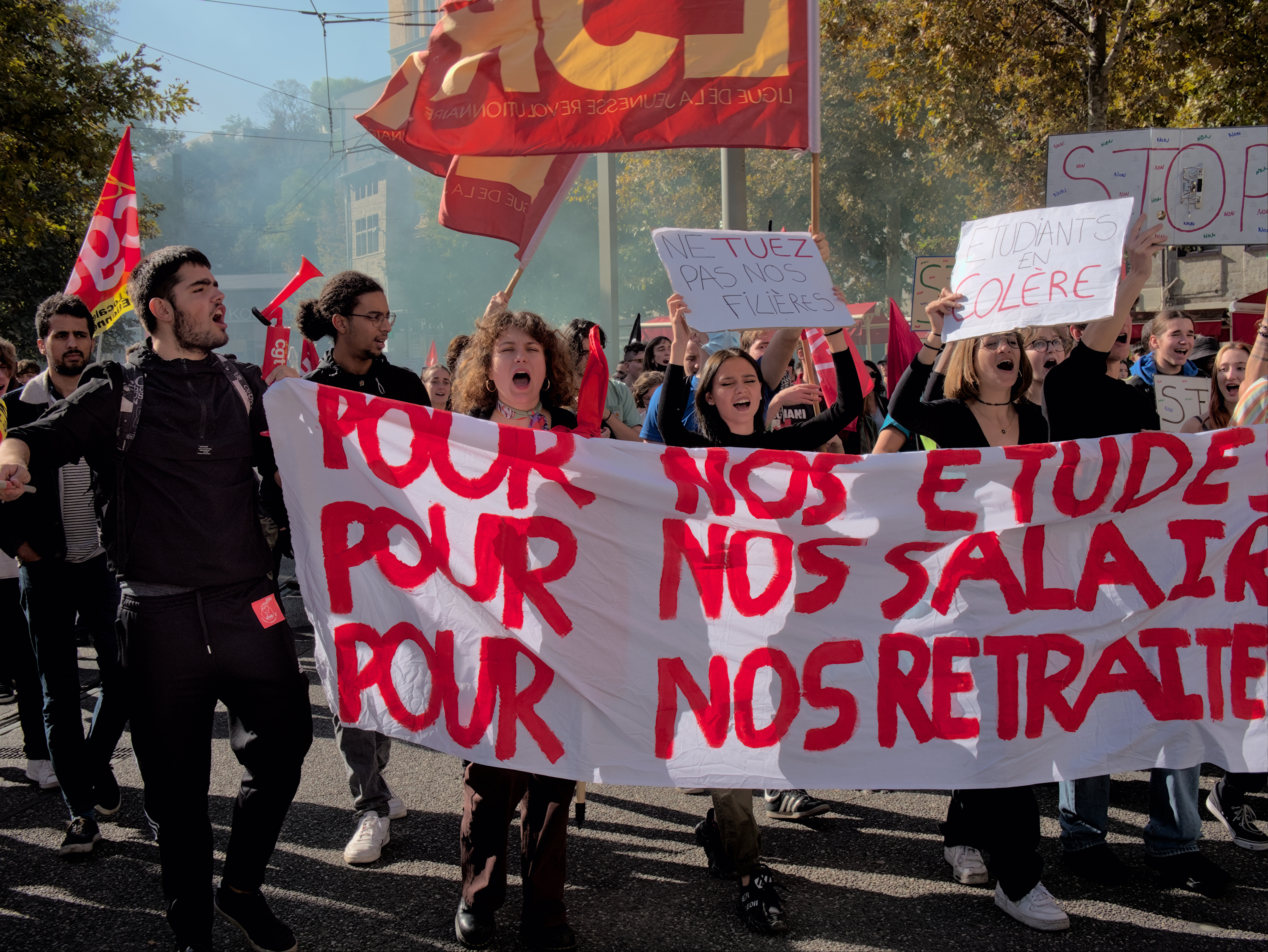
Estudiantes en la manifestación del 18 de octubre de 2022 en Saint-Etienne, Francia.

### 16 de octubre
Las primeras manifestaciones se produjeron el 16 de octubre de 2022 cuando decenas de miles de personas marcharon en París para protestar por el aumento del coste de la vida en medio de una creciente coyuntura política manifestada por huelgas en refinerías de petróleo y centrales nucleares que amenazaban con extenderse. Annie Ernaux ganadora del Premio Nobel de Literatura 2022, conocida por ser una "partidaria abierta de la izquierda", participó en las manifestaciones. Jean-Luc Mélenchon, el líder del partido de izquierda Francia Insumisa también estuvo entre los participantes. 

### 18 de octubre
El martes trabajadores del transporte, así como algunos profesores de secundaria y personal de hospitales públicos se manifestaron en decenas de lugares de Francia. Según el ministro del Interior francés 107 000 personas participaron en las protestas tras los llamamientos de los partidos de izquierda. Varios manifestantes vestidos de negro se enfrentaron con la policía y rompieron escaparates con once manifestantes arrestados en París. Otras estimaciones indicaron que más de 300 000 personas participaron en las protestas. En consecuencia, miles protestaron en Burdeos, El Havre, Lille, Marsella, Lyon, Toulouse y Rennes, mientras que los líderes sindicales estimaron que 70 000 personas marcharon en París.
Los estudiantes protestaron frente a cientos de escuelas adicionales en todo el país el martes por la mañana. Los estudiantes que protestaban expresaron su apoyo a los trabajadores de las refinerías en huelga y su oposición a las políticas de la administración de Macron. "Estamos aquí contra la represión y la violencia policial que no hacen más que aumentar", dijo un estudiante hablando con L'Est Republicain. Numerosos estudiantes también se manifestaron en oposición a la legislación antimusulmana discriminatoria del gobierno y la profundización de la educación nacional. En las escuelas públicas francesas, las jóvenes musulmanas tienen estrictamente prohibido cubrirse el cabello o la cara con cualquier tipo de tela.

### 21 de octubre
Cientos de manifestantes se reunieron en París para protestar contra el asesinato de Lola Daviet, una niña de 12 años que fue encontrada muerta frente a su edificio de apartamentos. Los manifestantes instaron a la administración de Macron a tomar el asesinato de la niña como una "llamada de atención" para hacer cumplir las leyes de inmigración, mientras que la familia de Daviet condenó el uso del "nombre y la imagen de su hijo con fines políticos". Protestas más pequeñas fueron realizadas por personas en otras ciudades como Lyon y Metz.

### 25 y 27 de octubre
Ciertos sindicatos convocaron a nuevas huelgas para el 10 de noviembre.